# Chambéry

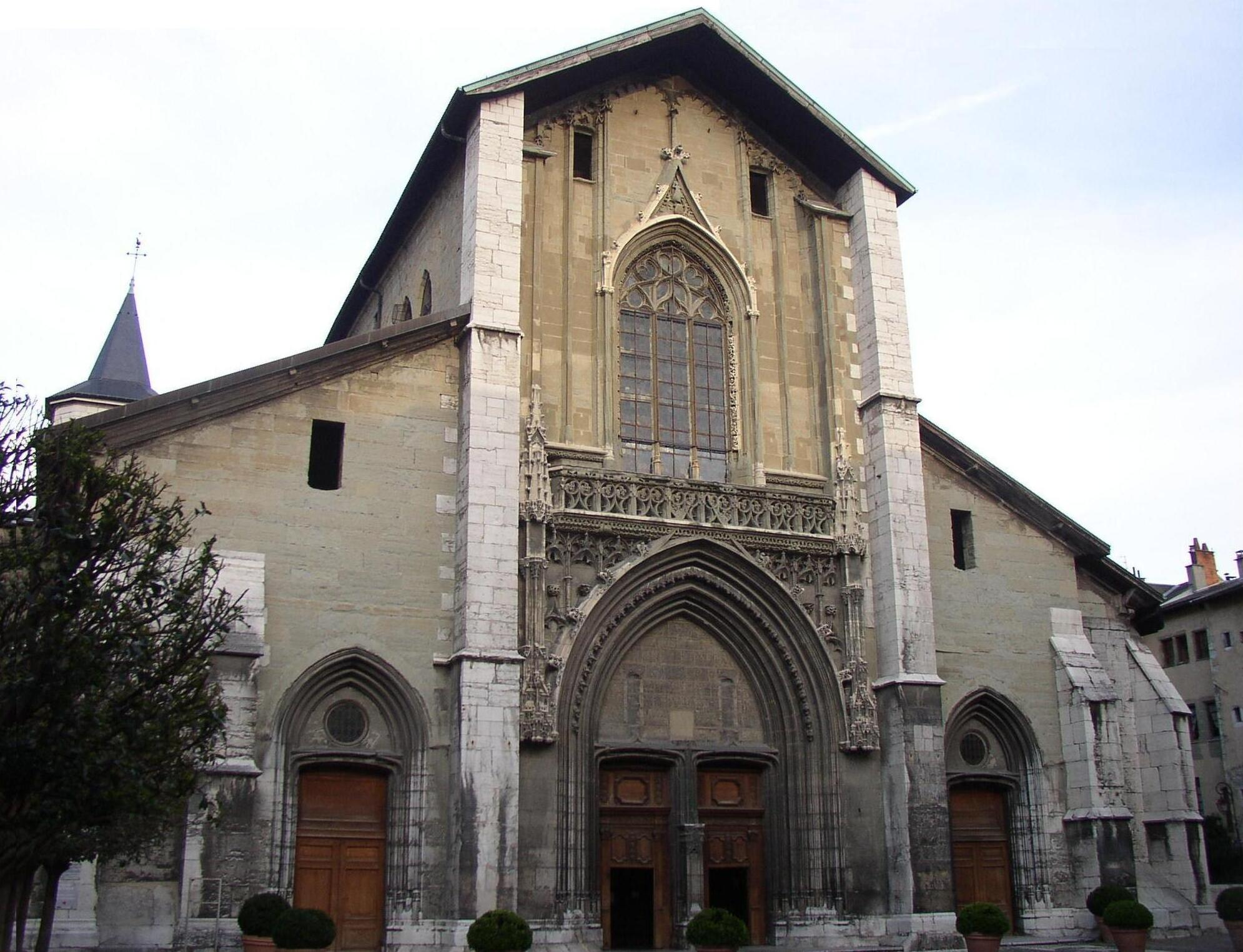
Cathédrale St-Francois-de-sales

Chambéry (olaszul: Ciamberì vagy Sciamberì) város Franciaország keleti részén, Auvergne-Rhône-Alpes régióban, Savoie megye székhelye. Franciaország kulturális és történelmi városa címet viseli. Fontos ipari, kereskedelmi és közlekedési centrum, bejárat az Alpok vidékének északi részéhez.

## Története
Már a rómaiak is erődítéseket építettek, a kora középkor óta pedig fontos központ, Savoya fővárosa. A hercegség a XI. században a Genfi-tótól egészen a Földközi-tengerig terjedt. A XV. században a Savoyai-házból származó VIII. Amadé grófot, Piemont hercegét, a szerzetesként visszavonult főrendet választotta a bázeli zsinat pápává. A herceg azonban sohasem lett igazi pápa, V. Félix néven ellenpápaként lépett fel a nagy egyházszakadás idején, míg tíz év elteltével feladta a római pápai trón birtoklásáért folytatott küzdelmet, és ismét visszavonult remetének.
A Savoyai Hercegség területe hosszú időn át volt a különböző dinasztikus háborúk és nagyhatalmi törekvések célpontja, többször foglalták el a francia és a spanyol király csapatai, akiket a Habsburg Birodalom hadereje vetett vissza. 1563-ban Emánuel Filibert herceg áthelyezte Savoya hercegeinek uralkodói székhelyét az Alpokon túlra, Torinóba, Piemont fővárosába. 1720 után Savoya és Piemont (a Savoyai hercegi ház koronája alatt megalakult) Szárd–Piemonti Királyság részévé vált. A francia forradalom után egész Savoyát megszállta a forradalmi hadsereg, a napóleoni háborúk idején bekebelezték a Francia Köztársaságba, majd a Császárságba. A szárd–piemonti királyok a bécsi kongresszus határozata alapján vehették újra birtokba ősi földjüket.
Az 1859-ben lezajlott szárd–francia–osztrák háborúban elért francia győzelem és az ennek nyomán megkötött zürichi békeszerződés értelmében Savoya tartomány (vele Chambéry városa) a Nizzai Grófsággal együtt 1860 áprilisában a Francia Császársághoz került. A csatlakozást a helyi népszavazások eredménye erősítette meg. A történelmi Savoya területén két megyét (Département) hoztak létre. Savoie megye fővárosa, közigazgatási központja Chambéry lett, Felső-Savoya megye (Haute-Savoie) székhelyét a régi rivális, Annecy városa kapta meg.
A második világháború során a vidék a Vichyben székelő kollaboráns kormány területére esett. A környéken erős partizánmozgalom bontakozott ki, amit a brit hadvezetés is támogatott. 1943-ban olasz, majd német megszállás alá került. 1944-ben a várost súlyos angol–amerikai bombatámadás érte.

## Demográfia
| Év   | Lakosság |
| ---- | -------- |
| 1793 | 11 425   |
| 1800 | 10 800   |
| 1806 | 11 991   |
| 1821 | 11 236   |
| 1836 | 15 916   |
| 1856 | 19 035   |
| 1861 | 19 953   |
| 1866 | 18 835   |

| Év   | Lakosság |
| ---- | -------- |
| 1872 | 19 144   |
| 1876 | 18 545   |
| 1881 | 19 622   |
| 1886 | 20 916   |
| 1891 | 20 922   |
| 1896 | 21 762   |
| 1901 | 13 611   |
| 1906 | 22 108   |

| Év   | Lakosság |
| ---- | -------- |
| 1911 | 22 958   |
| 1921 | 20 617   |
| 1926 | 23 400   |
| 1931 | 25 407   |
| 1936 | 28 073   |
| 1946 | 29 975   |
| 1954 | 32 139   |
| 1962 | 44 246   |

| Év   | Lakosság |
| ---- | -------- |
| 1968 | 51 066   |
| 1975 | 54 415   |
| 1982 | 53 427   |
| 1990 | 54 120   |
| 1999 | 55 786   |
| 2006 | 58 100   |

## Látnivalók

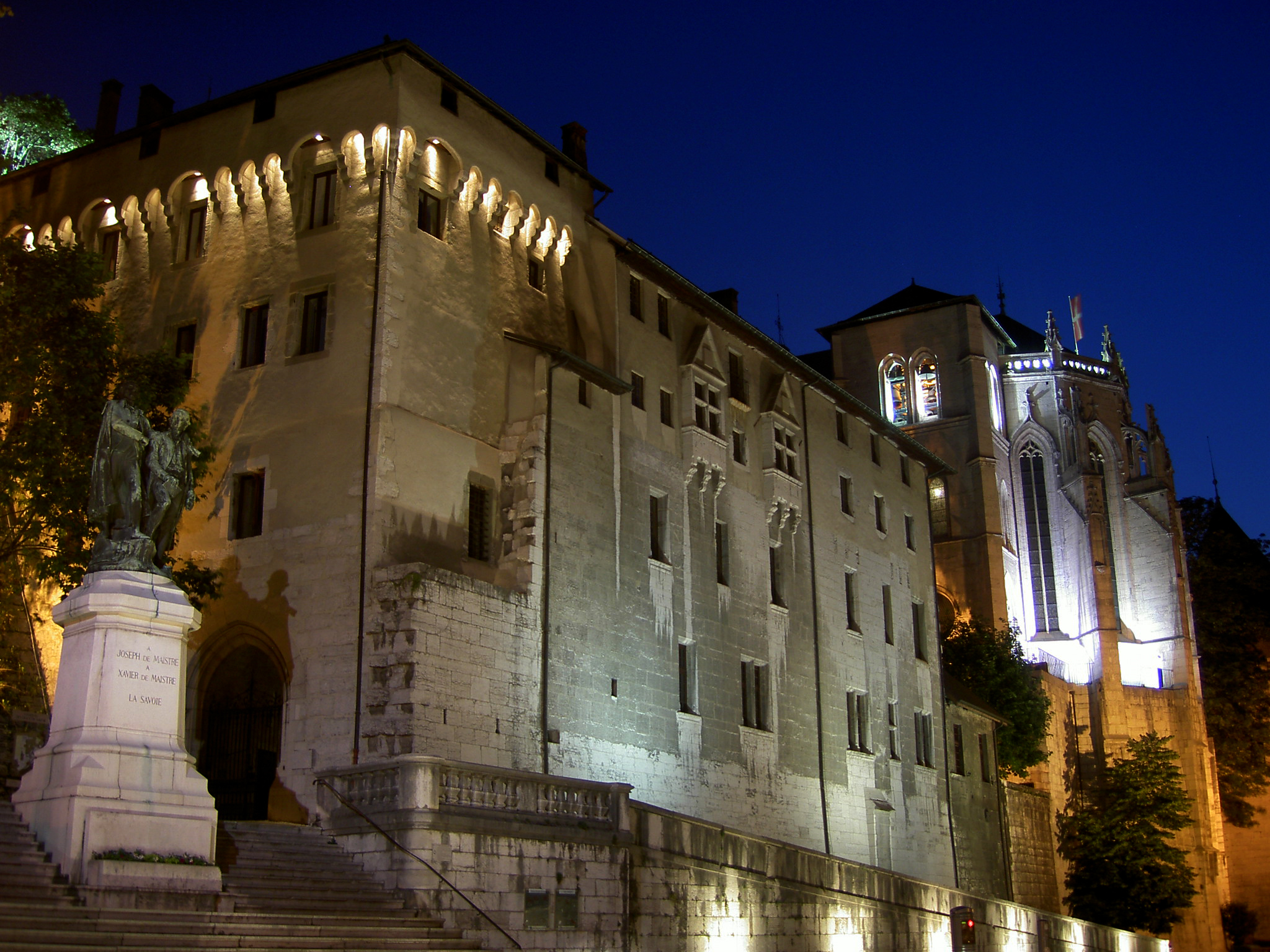
A Savoyai hercegek kastélya

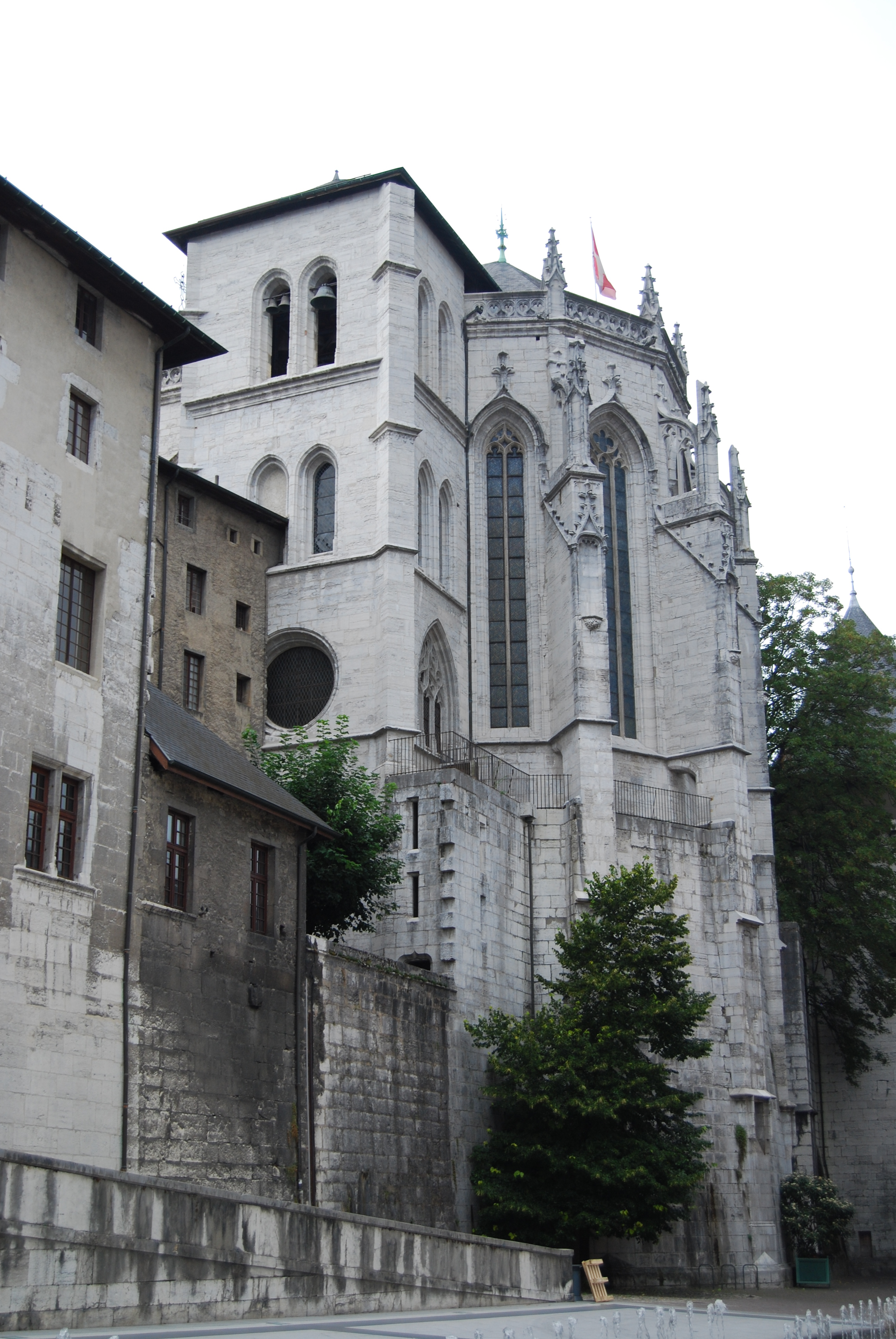
Saint-Chapelle

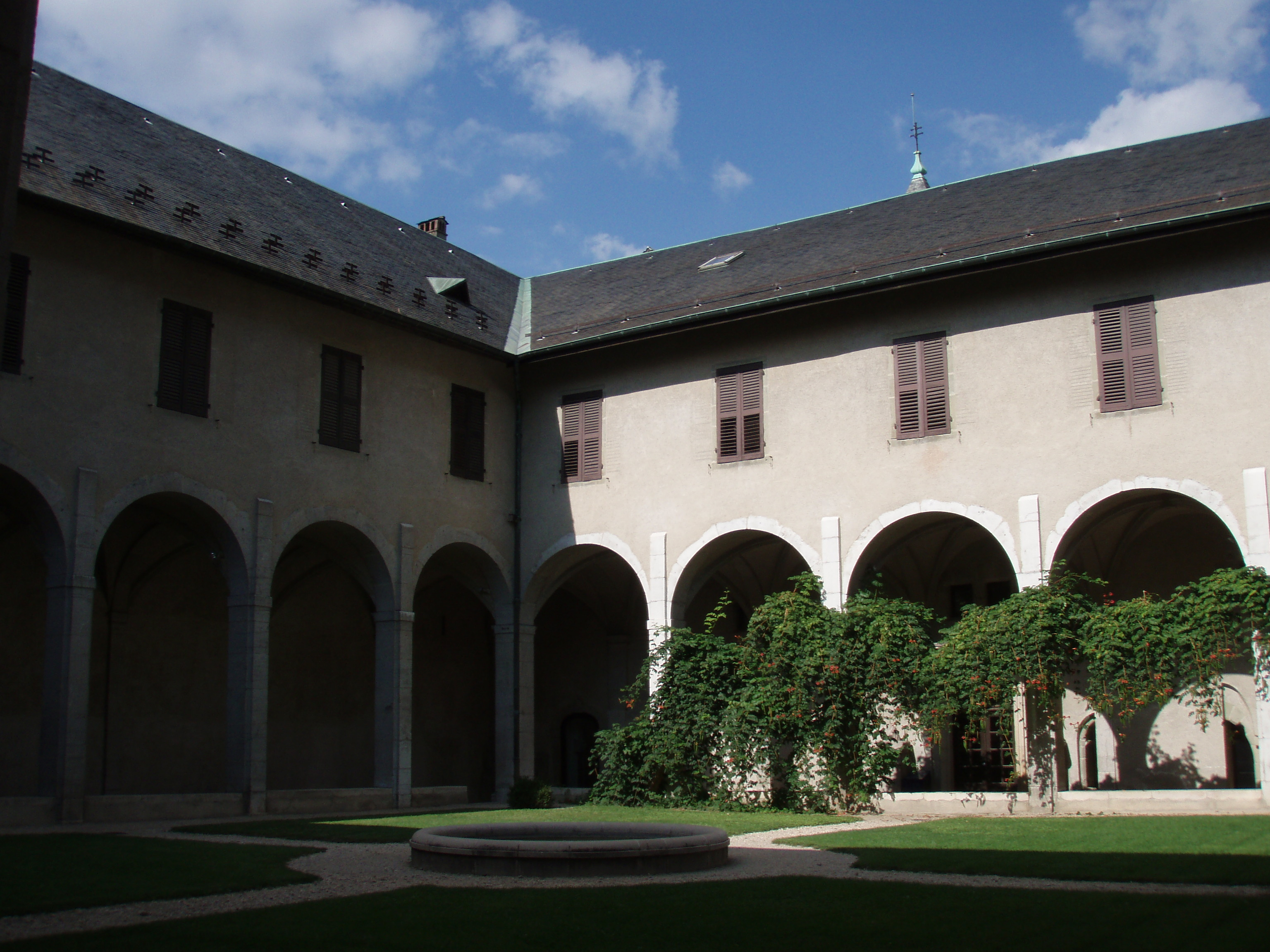
A Savoyai Múzeum

- Château des ducs de Savoie – a Savoyai hercegek kastélya: A város fölé magasodó dombon csak a félkör alakú Tour Demi-Ronde, az egykori öregtorony maradt meg a XII.-XIII. századi várból. A mai épületek jó része a 18. században készültek el, a legnagyobb tömbben van a prefektúra székhelye. A Saint-Chapelle homlokzata ugyan barokk, mögötte azonban a gótika építészetének XV. századi szép alkotása rejlik (1408–1430 között épült), XVI. századi üvegablakokkal. 1574-ig ebben a kápolnában őrizték a nevezetes torinói leplet, amelyet Jézus halotti leplének tartanak, s amely megőrizte arcvonásait. Ma ennek egy másolatát lehet itt megtekinteni. (Az eredetit Emánuel Filibert herceg 1574-ben átszállíttatta a torinói katedrális egyik kápolnájába, a lepel innen nyerte mai elnevezését). 1451. március 9-én ebben a templomban tartotta esküvőjét XI. Lajos király Savoyai Sarolta hercegnővel, I. Lajos savoyai herceg leányával. A régi vár maradványa a Tour Trésorie (Kincstár-torony), amelyben ma várostörténeti kiállítás van, és a Salles basses, az alsó teremsor, mindkettő a XIV. századból való. A gótikus Portail St-Dominique (Szent Domonkos-kapu) a dominikánusok egykor lebontott kolostorából került ide.
- Cathédrale St-François-de-Sales – Szalézi Szent Ferenc-székesegyház: a ferences rendi szerzetesek temploma a XV. században épült, homlokzata gótikus. A katedrális belső díszítése 19. századi. Legrégebbi része a harangtorony földszintje, ez a XIII. században készült. Ma a templom kincstárának otthona, fő kincse egy X. századi elefántcsont-táblakép.
- Musée Savoisien – Savoyai Múzeum : a XVII. századi épületben a történelem előtti időkből feltárt régészeti leletek, egyházművészeti bemutató, savoyai festők művei, valamint a néprajzi gyűjtemény kapott helyet.
- Carré Curial – a volt Curial-kaszárnya négyszögletű épülettömbjét az 1990-es években kulturális és más közintézmények központjává építették át, benne található a Kongresszusi Könyvtár, videotéka, egyik szárnyát (Jorcin) lakótömbbé alakították.
- Espace André Malraux – André Malraux-tömb: a Curial-négyszöghöz csatlakozó modern épület a város kulturális centruma, előadóteremmel, kiállítótermekkel.
- Fontaine des Éléphants – az Elefántos szökőkút : a város legfurcsább emléke az 1838-ban felállított díszkút, amelynek talapzatáról négy elefánt tekint le, oszlopának csúcsán pedig Benoît de Boigne tábornok szobra áll. De Boigne gróf, a város szülötte, a XVIII. század végén Indiába költözött, ahol hatalmas vagyonra tett szert. 1830-ban visszatérve nagy összegű adományokkal segítette Chambéry ki tudja hányadik újjáépítését, 1838-ban ennek elismeréseképpen állította a város a négy elefántszoborral díszített díszkutat. A szobor kedvelt találkozóhely, bár sok tréfára ad okot, hogy a szobrász „elfelejtette” elkészíteni az elefántok hátsó felét. A szoborcsoport helyi gúnyneve ennek megfelelően „Quatre sans cul”: a „Négy Feneketlen”.
- Musée des Beaux-Arts - Szépművészeti Múzeum : gazdag gyűjtemény található itt sienai, firenzei festők és a francia művészek alkotásaiból. Az épületben mondták ki 1860-ban Savoya csatlakozását a Francia Császársághoz.
- Église St-Pierre-de-Lémenc – a város északi felében álló Lémenc-domb volt a római erőd helye, s itt épült fel az első keresztény templom is a városban. Az altemplom a IX. századból maradt fenn, kör alakú keresztelő részével, ezt később gótikus stílusú szentéllyel egészítették ki, majd fölé emelték a ma fennálló templomot, ugyancsak gótikus stílusban.
- Les Charmettes – Mme de Warens-nek, Rousseau pártfogójának egykori vidéki háza, ahol a filozófus 1736–1742 között élt. Ma emlékmúzeum.

### Híres szülöttei
- V. Félix (1383–1451), ellenpápa
- Emánuel Filibert savoyai herceg (1528–1580)
- Joseph de Maistre (1753–1821), államférfi, író és politikai filozófus
- Pierre Lanfrey (1828–1877), történetíró és politikus
- Alberto Blanc (1835–1904), politikus
- Claude Chapperon (1877–1944), kerékpáros
- François Sevez (1891–1948), katonatist
- Madeleine Rebérioux (1920–2005), a történész
- Gilbert Durand (1921–2012), filozófus
- Michel de Certeau (1925–1986), filozófus
- Lucien Sève (1926–2020), filozófus
- Sylvie Schenk (* 1944), írónő
- Jean Pacalet (1951–2011), zenész
- Béatrice Coron (* 1956), művésznő
- Vincent Lavenu (* 1956), kerékpáros
- Jacques Veyrat (* 1963), üzletember
- Thierry Gerbier (1965–2013), biatléta
- Corinne Favre (* 1968), síhegymászó és hegyi futó
- Wilfried Bien (* 1974),labdarúgó
- Renaud Capuçon (* 1976), zenész
- Mathieu Avanzi (* 1981), nyélvész
- Gautier Capuçon (* 1981), zenész
- Olivier Giroud (* 1986), labdarúgó
- Laëtitia Philippe (* 1991), labdarúgó
- Marie Bochet (* 1994), síversenyző
- Marie Lamure (* 2001), síversenyző
- Fany Bertrand (* 2002), biatléta
- Océane Michelon (* 2002), biatléta

## Testvérvárosok
- - Torino, 1957 óta.
- - Albstadt, 1979 óta.
- - Ouahigouya, 1992 óta.